# 6105 Verrocchio
6105 Verrocchio è un asteroide della fascia principale. Scoperto nel 1960, presenta un'orbita caratterizzata da un semiasse maggiore pari a 2,6341141 UA e da un'eccentricità di 0,1986859, inclinata di 11,64208° rispetto all'eclittica.
È stato intitolato alla memoria del pittore, scultore e orafo italiano Andrea del Verrocchio (1435–1488).